# マッテオ・ズッピ
マッテオ・マリア・ズッピ (伊: Matteo Maria Zuppi、1955年10月11日 - ) は、イタリア出身のカトリック聖職者。2015年10月27日よりボローニャ大管区大司教、2019年10月5日より枢機卿、2022年5月24日よりイタリア司教会議長を務める。

## 経歴
1955年、ローマで生まれた。パレストリーナの神学校で学び、教皇庁立ラテラノ大学で司祭職を学び、神学の学士号を取得した。1981年にパレストリーナ教区の司祭に叙階された。叙階後まもなくサンタ・マリア・イン・トラステヴェレ聖堂の教区牧師に就任し、その後19年務めた。1983年には、ローマのトラステヴェレのサンタ・クローチェ・アッラ・ルンガラ教会学長を務めた。1990年には、アンドレア・リッカルディ、ハイメ・ペドロ・ゴンサルベスとともにモザンビークの内戦を調停し、モザンビークの名誉市民に選ばれた。
2012年1月31日、ベネディクト16世は彼をローマの補佐司教、ヴィラノヴァ教区の名目上の司教に任命した。同年4月14日にはサン・ジョバンニ・イン・ラテラノ大聖堂にて司教の叙階を受けた。2015年10月27日、フランシスコ教皇によりカルロ・カファラの跡を継ぎ、ボローニャ大司教に任命された。2019年9月1日、枢機卿に任命された。2022年5月24日、イタリア司教会議の会長に任命された。
フランシスコ教皇の死去に伴って行われる2025年の教皇選挙 (コンクラーヴェ) の有力候補と見なされている。

## 活動
2023年、ズッピはロシアのウクライナ侵攻を受けてウクライナのゼレンスキー大統領と会談した。ロシアのプーチン大統領には会わなかったが、モスクワ総主教キリル1世と会談した。2023年7月、アメリカのバイデン大統領 (当時) と会談した。
2024年、フランシスコ教皇は、「個人的な平和特使」としてズッピを北京に派遣し、中国外交部の役人と「心のこもった」会話をしたことを認めた。